# Yvonne Mewes
Yvonne Mewes (* 20. Dezember 1900 in Karlsruhe; † 6. Januar 1945 in Ravensbrück) war Lehrerin in Hamburg. Ihre Opposition zur nationalsozialistischen Gewaltherrschaft brachte sie ins Konzentrationslager Ravensbrück, wo sie an den unmenschlichen Haftbedingungen verstarb. 

## Leben und Beruf
Yvonne Mewes machte Abitur und kam als 20-Jährige mit ihrer Familie nach Hamburg, wo sie auch studierte. Sieben Jahre später, im Alter von 27 Jahren, wurde sie Studienassessorin an der damals noch privaten Heilwigschule (heute Gymnasium) in der Isestraße. Dort lehrte sie Deutsch, Französisch und Englisch.
1938 wurde sie auf eigenen Wunsch in den öffentlichen Schuldienst versetzt, und zwar an die Schule Curschmannstraße. Hier erlebte sie erstmals hautnah die Zwänge des Schulalltages im NS-Regime. Nachdem sie weder der NSDAP beigetreten war noch an der Kinderlandverschickung teilgenommen hatte, bat sie mehrmals um die Entlassung aus dem Schuldienst und reichte schließlich am 15. Juli 1944 ihre Kündigung ein. Dies blieb ohne Erfolg; die Kündigung wurde wegen Lehrermangels kurzerhand abgelehnt. Aufgrund der Arbeitsverweigerung von Mewes wandte sich die Schulbehörde an den Reichsstatthalter Karl Kaufmann mit der Bitte, ein Exempel zu statuieren. Ihre Ablehnung der NSDAP war unter anderem dadurch begründet, dass ein ihr nahestehender Neffe als „Halbjude“ galt und sie dessen Diskriminierung unmittelbar miterlebte.
Am 7. September 1944 wurde sie von der Gestapo in „Schutzhaft“ genommen. Am 23. Dezember 1944 wurde sie ins KZ Ravensbrück eingeliefert und starb dort am 6. Januar 1945 an Hungertyphus.

## Gedenken
In Hamburg erinnern zwei Stolpersteine an Mewes. Der eine befindet sich an ihrem ehemaligen Wohnort, an der Meerweinstraße 1 in Winterhude, der zweite am ehemaligen Schulgebäude der Heilwig-Schule in der Isestraße 146, wo sie am längsten gearbeitet hatte. Er wurde am 27. Februar 2008 eingeweiht.
Am 8. Januar 1985 wurde eine Straße in Hamburg-Alsterdorf nach Mewes benannt. Der Yvonne-Mewes-Weg wurde gleichzeitig mit sieben anderen Wegbenennungen in der Motivgruppe Verfolgte des Nationalsozialismus und Terroropfer durch einen Senatsbeschluss benannt. Der Weg befindet sich in einer Neubausiedlung, wo auch die anderen Wegbenennungen zu finden sind. In dem Weg sind einfache kleinere Reihenhausketten und ein Spielplatz, ein Schild unterm Straßenschild verrät einige Informationen über Yvonne Mewes. Die Straße ist etwa 140 Meter lang und hat eine 80° Kurve.
Der Grabstein von Yvonne Mewes befindet sich im Garten der Frauen auf dem Friedhof Ohlsdorf.

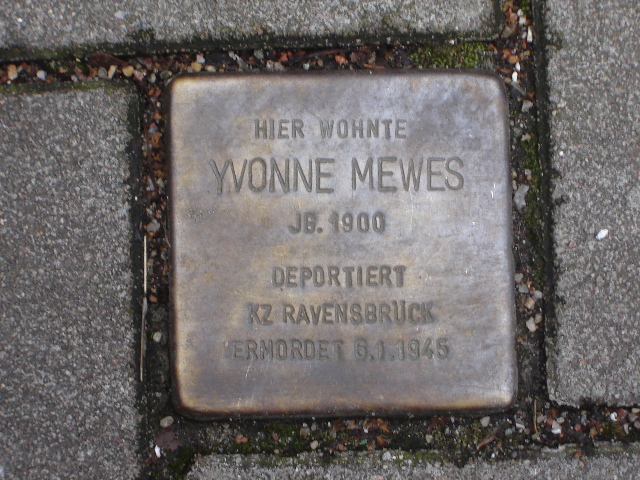
Der Stolperstein an ihrem ehemaligen Wohnort an der Meerweinstraße 1
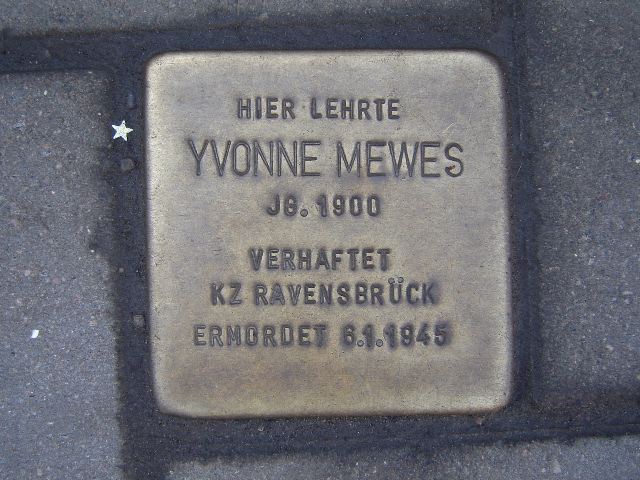
Der Stolperstein an ihrem ehemaligen Arbeitsplatz, der Heilwigschule
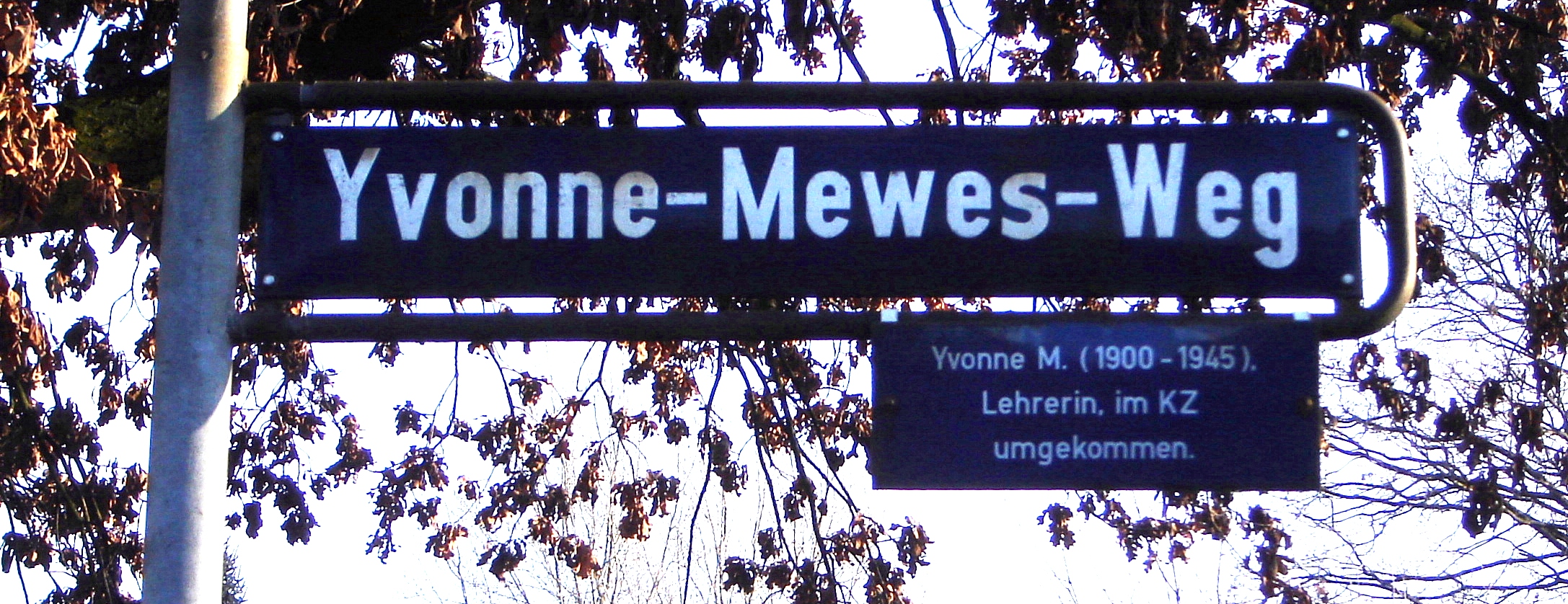
Straßenschild des benannten Weges in Hamburg-Alsterdorf
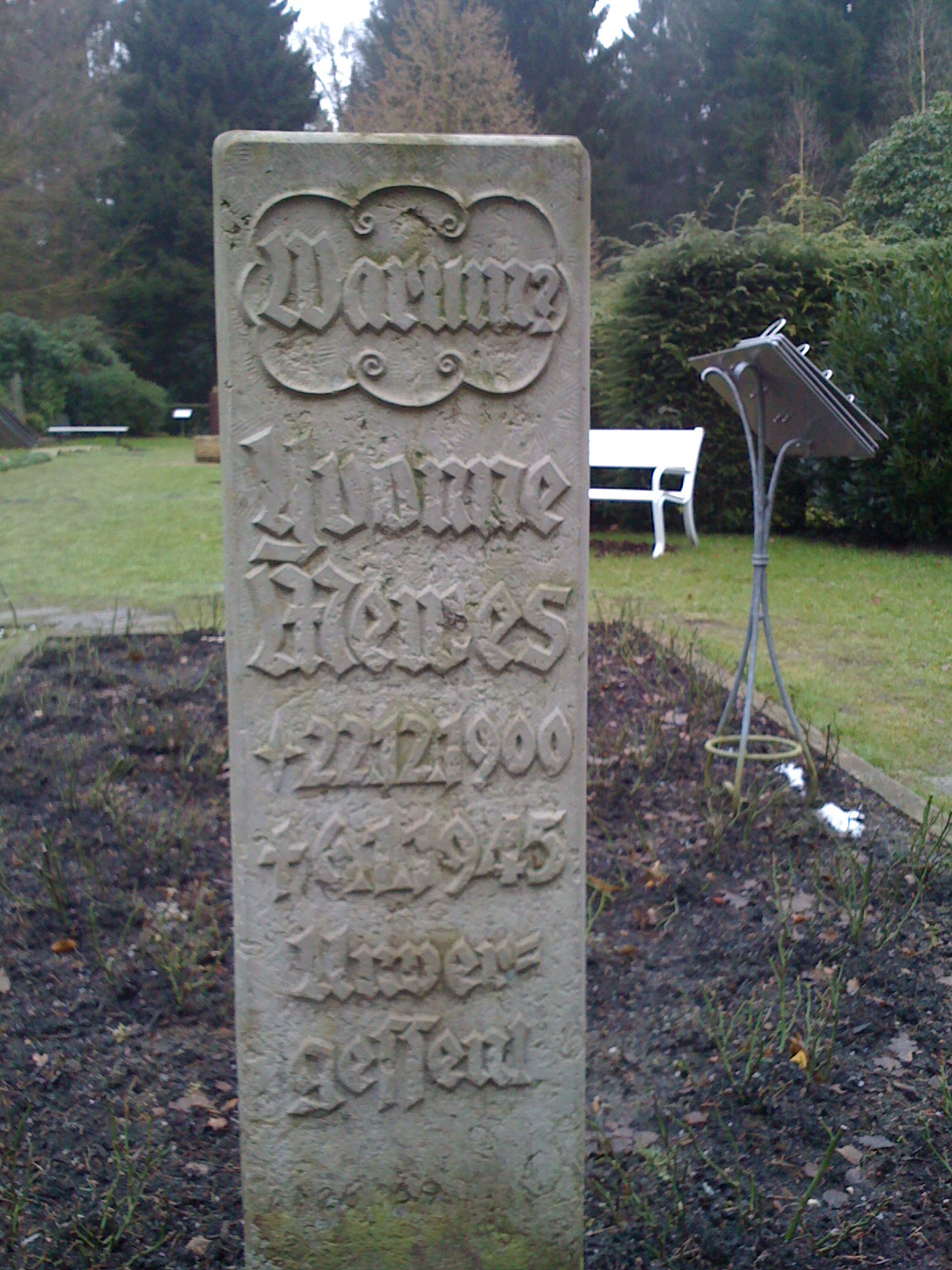
Grabstein von Yvonne Mewes im Garten der Frauen auf dem Ohlsdorfer Friedhof

## Belege
1. ↑  Yvonne-Mewes-Weg: 53° 36′ 58,4″ N, 10° 0′ 22,6″ O
2. ↑  Garten der Frauen – Frauen aus Politik, Bildung und Sozialen Diensten, abgerufen am 29. Januar 2009